# Marcus Collins
Marcus Collins, född 15 maj 1988 i Liverpool, Merseyside, är en engelsk sångare. Han kom på andraplats i The X Factor 2011 efter tjejgruppen Little Mix.